# Вулиця Кінг-Джордж (Тель-Авів)
Вулиця Кінг-Джордж у Тель-Авіві (також відома як Кінг-Джордж) — одна з головних вулиць міста. Вулиця простягається від площі Месарік на півночі до площі Маген-Давида на півдні, де зустрічається з вулицями Алленбі та Шінкін, ринком Бецалель, ринком Кармел і пішохідною вулицею Нахалат Біньямін. Вулиця була названа на честь Георга V, короля Сполученого Королівства на початку періоду британського мандату.
До купівлі земель району дорога, на якій була побудована вулиця, називалася «Дереч Сумайл», оскільки вона була сполучною віссю між Яффою та селом, залишки якого сьогодні знаходяться поруч із вулицею Ібн Гвіроль. Після того, як землі цього району були придбані євреями на початку 1920-х років, його назвали «вулицею Кармель», а в 1935 році назву вулиці було змінено на вулицю короля Георга V з нагоди срібного ювілею його правління. З утворенням штату назву вулиці залишили без змін, але вивіски підкреслювали, що під час його правління була дана Декларація Бальфура. Ділянка вулиці на захід від Алленбі досі називається «Кармел-стріт», і тут також розташований ринок Кармель.

## Важливі об’єкти по вулиці
- Михайлівська площа - площа, розбита на дві площі на перетині вулиць Кінг Георг - Сдерот Бен Ціон - вулиця Богаршова. В одній із прибудов є чарівна будівля старого кінотеатру, де зараз розташований. На площі також є скромний пам'ятник понад сотні жертв, які впали під час двох бомб італійських на Тель-Авів у Другій світовій війні.
- Dizengoff Center - перший торговий центр (молл) в Ізраїлі.
- Сад Меїра, названий на честь Меїра Дізенгофа, першого мера Тель-Авіва.
- Будівля фортеці Зеєв, де розташовані установи Лікуд і музей Етцеля.
- Поруч із будівлею фортеці Зеев, посеред дороги, ростуть сикомори з перших років Тель-Авіва.
- Площа Магена Давида
- Ринок Бецалель і ринок Кармель
- Якийсь провулок і невідомий провулок